# Russia ai Giochi della XXVI Olimpiade
La Russia partecipò ai Giochi della XXVI Olimpiade, svoltisi ad Atlanta, Stati Uniti, dal 19 luglio al 4 agosto 1996, con una delegazione di 390 atleti impegnati in venticinque discipline.

## Risultati
| Atleta | Classifica |                   |
| --- | --- | ----------------- |
| V · D · M Nazionale maschile russa di pallanuoto · Giochi olimpici - Atlanta 1996 Apanasenko • Dugin • Garbuzov • Gorškov • Ivlev • Karabutov • Konstantinov • Kozlov • Maksimov • Panfili • Smolovoy • Eryšov • Yevstigneyev · CT : Aleksandr Kabanov | 5° |                   |
| Nazionale maschile russa di pallanuoto · Giochi olimpici - Atlanta 1996 | |                   |
| Apanasenko • Dugin • Garbuzov • Gorškov • Ivlev • Karabutov • Konstantinov • Kozlov • Maksimov • Panfili • Smolovoy • Eryšov • Yevstigneyev · CT: Aleksandr Kabanov                                                                                    | Apanasenko • Dugin • Garbuzov • Gorškov • Ivlev • Karabutov • Konstantinov • Kozlov • Maksimov • Panfili • Smolovoy • Eryšov • Yevstigneyev · CT: Aleksandr Kabanov | Russia (bandiera) |